# Branchinecta
Branchinecta é um género de crustáceos da família Branchinectidae.

## Espécies
Este género contém as seguintes espécies:
- Branchinecta achalensis César, 1985
- Branchinecta belki Maeda-Martínez, Obregón-Barboza and Dumont, 1992
- Branchinecta brushi Hegna and Lazo-Wasem, 2010
- Branchinecta campestris Lynch, 1960
- Branchinecta coloradensis Packard, 1874
- Branchinecta conservatio Eng, Belk and Eriksen, 1990
- Branchinecta constricta Rogers, 2006
- Branchinecta cornigera Lynch, 1958
- Branchinecta dissimilis Lynch, 1972
- Branchinecta ferox (H. Milne-Edwards, 1840)
- Branchinecta ferrolimneta Rogers and Ferreira, 2007
- Branchinecta fueguina Cohen, 2008
- Branchinecta gaini Daday, 1910
- Branchinecta gigas Lynch, 1937
- Branchinecta granulosa Daday, 1902
- Branchinecta hiberna Rogers and Fugate, 2001
- Branchinecta iheringi Lilljeborg, 1889
- Branchinecta kaibabensis Belk and Fugate, 2000
- Branchinecta lateralis Rogers, 2006
- Branchinecta leonensis César, 1987
- Branchinecta lindahli Packard, 1883
- Branchinecta longiantenna Eng, Belk and Eriksen, 1990
- Branchinecta lutulenta Rogers and Hill, 2013
- Branchinecta lynchi Eng, Belk and Eriksen, 1990
- Branchinecta mackini Dexter, 1956
- Branchinecta mediospinosa Rogers, Dasis and Murrow, 2011
- Branchinecta mesovallensis Belk and Fugate, 2000
- Branchinecta mexicana Maeda-Martínez, Obregón-Barboza and Dumont, 1993
- Branchinecta minuta Smirnov, 1948
- Branchinecta oriena Belk and Rogers, 2002
- Branchinecta orientalis G. O. Sars, 1901
- Branchinecta oterosanvicentei Obregón-Barboza, Maeda-Martínez, García-Velazco and Dumont, 2002
- Branchinecta packardi Pearse, 1912
- Branchinecta paludosa (O. F. Müller, 1788)
- Branchinecta palustris Birabén, 1946
- Branchinecta papillata Rogers, de los Rios and Zuniga, 2008
- Branchinecta papillosa Birabén, 1946
- Branchinecta potassa Belk, 1979
- Branchinecta prima Cohen, 1983
- Branchinecta raptor Rogers, Quinney, Weaver and Olesen, 2006
- Branchinecta readingi Belk, 2000
- Branchinecta rocaensis Cohen, 1982
- Branchinecta sandiegonensis Fugate, 1993
- Branchinecta somuncurensis Cohen, 1983
- Branchinecta tarensis Birabén, 1946
- Branchinecta tolli (G. O. Sars, 1897)
- Branchinecta valchetana Cohen, 1981
- Branchinecta vuriloche Cohen, 1985